# Jeanne Marie Gagnebin
Jeanne Marie Gagnebin de Bons (Lausana, 1949) es profesora, filósofa y escritora suiza, residente en Brasil desde 1978.

## Biografía
Dejó Suiza a los 18 años para estudiar en Tübingen, Alemania, donde participó en una experiencia educativa libertaria. Los estudiantes practicaron la autogestión. "Esto fue en 1968, estábamos marchando, iba a ver la tumba de Hölderlin, era realmente hermosa". Posteriormente regresó a Suiza para estudiar Letras y Filosofía. Se graduó en la Universidad de Ginebra, con Philosophie de l'Histoire chez Walter Benjamin. Tres años después, comenzó su doctorado en la Universidad de Heidelberg, Alemania, concluyó en 1978, con Zur Geschichtsphilosophie Walter Benjamins. Die Unabgeschlossenheit des Sinnes ("Sobre la filosofía de la historia de Walter Benjamin. El sentido inacabado").
Gagnebin tiene cinco títulos postdoctorales (de la École des Hautes Études en Sciences Sociales, 1986-1988; de la Universität Konstanz, 1989-1990; de Freie Universität Berlin, 1996-1996; de Zentrum für Literatur- und Kulturforschung en Berlín, 2000, y el École Normale Supérieure de Paris, 2006).
En enero de 1978 se instaló en Campinas. "Gané una nueva conciencia social cuando salí de Suiza...Hoy, mi hogar es Brasil, aunque me siento tan extranjera en Brasil como en Suiza. De hecho, me siento extranjera en todas partes", dice Gagnebin.
En 1979, Bento Prado la invitó a impartir docencia en la Pontificia Universidad Católica de São Paulo (PUC-SP). Actualmente es profesora de Filosofía en la PUC-SP y catedrática de la Unicamp, trabajando en el campo de la teoría y la crítica literaria.
También es miembro del consejo editorial de Kriterion (UFMG. Impresso), miembro del consejo editorial de Educação e Filosofia (UFU. Impresso ), miembro del consejo editorial de Cadernos de Subjectividade (PUCSP), miembro del consejo editorial de Humanidades (Brasília), miembro del consejo editorial de SÍNTESE - REVISTA DE FILOSOFIA y revisor de la revista Faces da História. Tiene experiencia en el área de Filosofía, con énfasis en Historia de la Filosofía. Actuando principalmente sobre los siguientes temas: Walter Benjamin, Filosofía de la Historia.

## Contribuciones filosóficas
Especialista en la obra de Walter Benjamin, es autora o coautora de varios libros; escribió numerosos artículos y organizó varias colecciones de textos.
En entrevista con Luciana Serrano, Jeanne Marie Gagnebin explicó que su primer acercamiento a Walter Benjamin ocurrió en 1968, cuando tenía 21 años y leyó Sobre el concepto de historia del filósofo, texto que la impactó profundamente. También considera que el pensamiento de Benjamin aplica en la actualidad a reflexionar acerca del arte contemporáneo. Responde, de manera adicional, a la pregunta sobre cuáles son los mitos a los que debe enfrentarse la filosofía en su tarea crítica, éstos son: la idea de la libertad individual que, dentro del capitalismo, aplica a la libertad de elegir qué mercancía escoger; otros mitos son la competencia y la idea de éxito que, ella considera, producen la falta de solidaridad y la ausencia de justicia.

### Libros
- Lembrar escrever esquecer. São Paulo: Editora 34 Ltda., 2006.[5]

- Sete Aulas sobre Linguagem, Memória e História. Rio de Janeiro: Imago, 1997.
- Histoire et Narration chez Walter Benjamin Paris: Ed. de l'Harmattan, 1994.
- História e narração em Walter Benjamin (Perspectiva, 1994)
- Walter Benjamin: Os Cacos da História. São Paulo: Brasiliense, 1982.
- Zur Geschichtsphilosophie Walter Benjamins. Die Unabgeschlossenheit des Sinnes. Erlangen: Verlag Palm & Enke, 1979.

### Algunos artículos
- "O preço de uma reconciliação extorquida". In TELES, Edson; SAFATLE, Vladimir (orgs.) O que resta da ditadura - a exceção brasileira. São Paulo: Boitempo, 2010.
- O método desviante – Algumas teses impertinentes sobre o que não fazer num curso de filosofia.[6]
- Uma vida sem consolação. A filosofia não pode nos consolar. Poderia, talvez, nos ajudar a viver uma "vida sem consolação". Originalmente publicado na Revista Cult, no dossiê da edição 143, fevereiro de 2010.[7]
- "A memória, a história, o esquecimento", artigo de Jeanne-Marie Gagnebin de Bons. In PAULA, Adna Candido de; SPERBER,Suzi Frankl (org.) Teoria Literária e Hermenêutica Ricoeuriana - Um diálogo possível. Dourados: editora UFGD, 2011, p. 149.[8]
- (En francés) La déglutition des différences.[9]